# PGO Automobiles
Koordinaten: 44° 4′ 49,7″ N, 4° 4′ 38,36″ O
PGO Automobiles ist ein französisches Unternehmen, das Automobile herstellt. Der Sitz befindet sich in Saint-Christol-lez-Alès.

## Beschreibung
Das Unternehmen fertigte ab den 1980er-Jahren Kleinserien. Das letzte Unternehmen bestand ab 1998. Seit 2002 war PGO eine Aktiengesellschaft im überwiegenden Besitz von Investoren aus Kuwait und den Vereinigten Arabischen Emiraten. Produktionsstandort war das südfranzösische Alès. 2018 wurden noch acht Fahrzeuge gebaut. Zum 1. September 2018 traten in der EU neue Abgasvorschriften in Kraft, allerdings reichte der Hersteller die für ihn mögliche Ausnahmegenehmigung nicht mehr ein. Seitdem scheint kein Fahrzeug mehr gebaut worden zu sein.
Zunächst baute PGO eine C427 genannte Replika der AC Cobra 427 mit Achtzylinder-V-Motor von Rover und dem Fahrwerk des europäischen Ford Granada. Der vor dem Jahr 2002 von PGO gebaute Speedster ist eine Replika des Porsche 356 Speedster mit dem Fahrgestell, dem Fahrwerk und dem Motor des VW Käfer.
Die aktuellen Modelle heißen Speedster II, Cévennes und Hemera. Sie sind mehr oder weniger freizügig dem Porsche 356 nachempfundene Mittelmotor-Fahrzeuge mit moderner Fahrwerks- und Antriebstechnik von Peugeot.
PGO verkaufte 60 Fahrzeuge im Jahr 2009, 26 Fahrzeuge im Jahr 2010 und 42 Fahrzeuge im Jahr 2011.
Im Herbst 2012 wechselte PGO zu Turbomotoren von BMW aus einer Kooperation mit PSA, die Lufteinlässe in den Flanken der hinteren Kotflügel mit sich brachten.
Ab 2012 lag die jährliche Produktionszahl bei acht bis zehn Fahrzeugen. 2018 oder 2020 kam es zu einem Insolvenzantrag. Die Produktion lief aber weiter.

## Modellübersicht

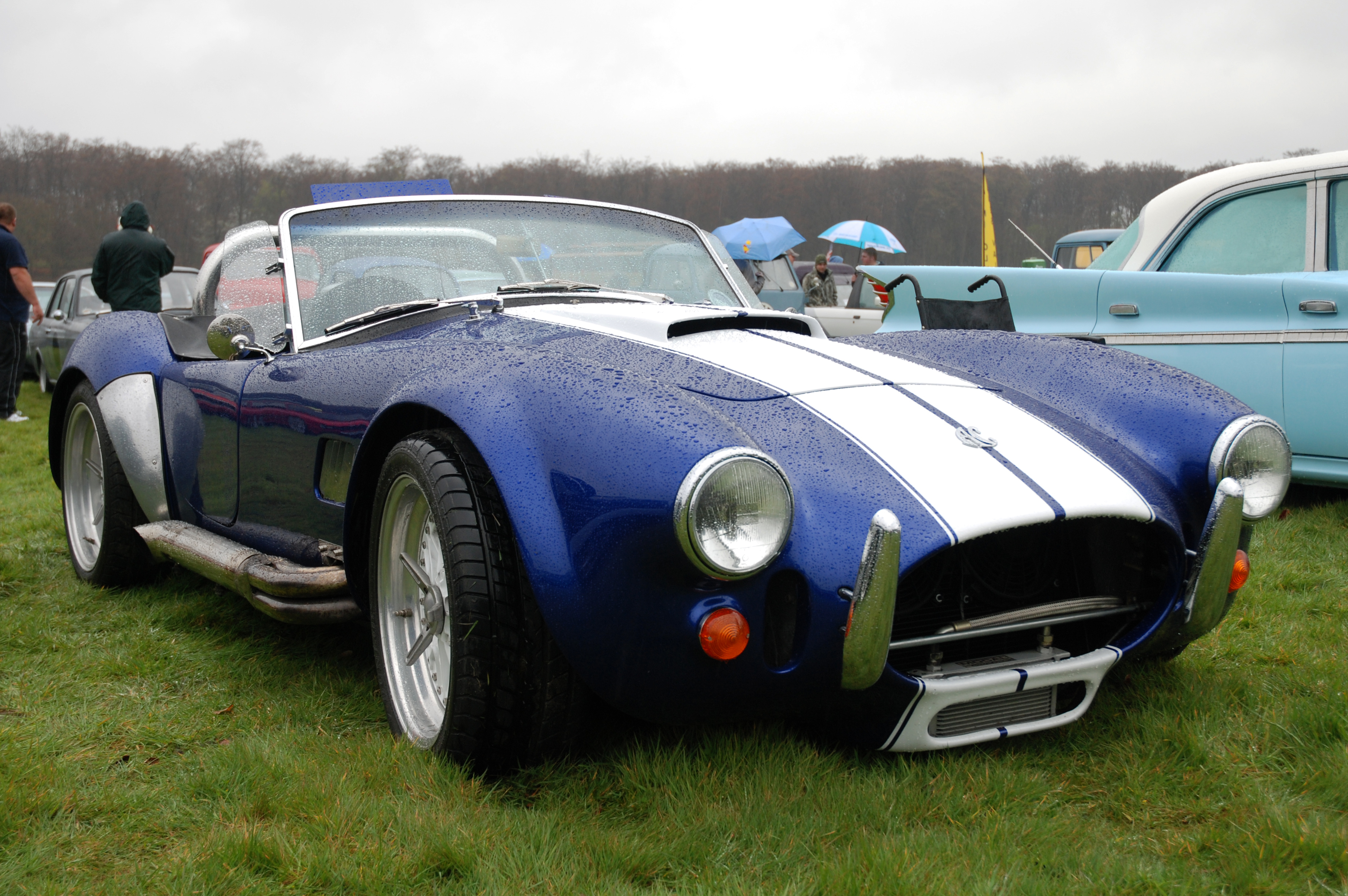
PGO C427 (Foto zeigt Vorbild  der Replika von PGO) 1980 bis 1998
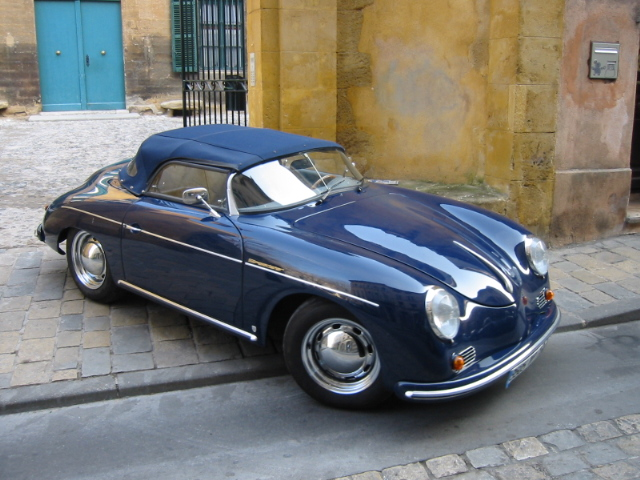
PGO Speedster 356 [9] 1998 bis 2001
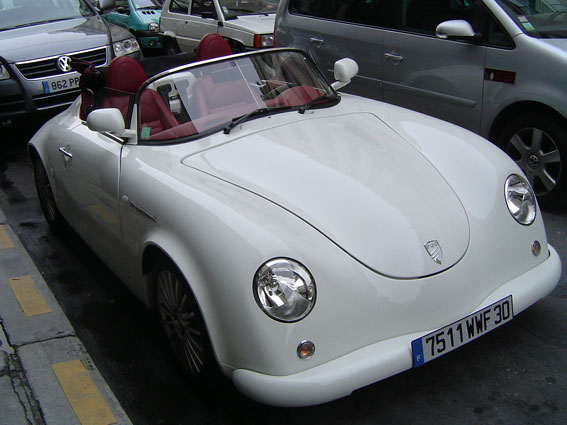
PGO Speedster II seit 2002
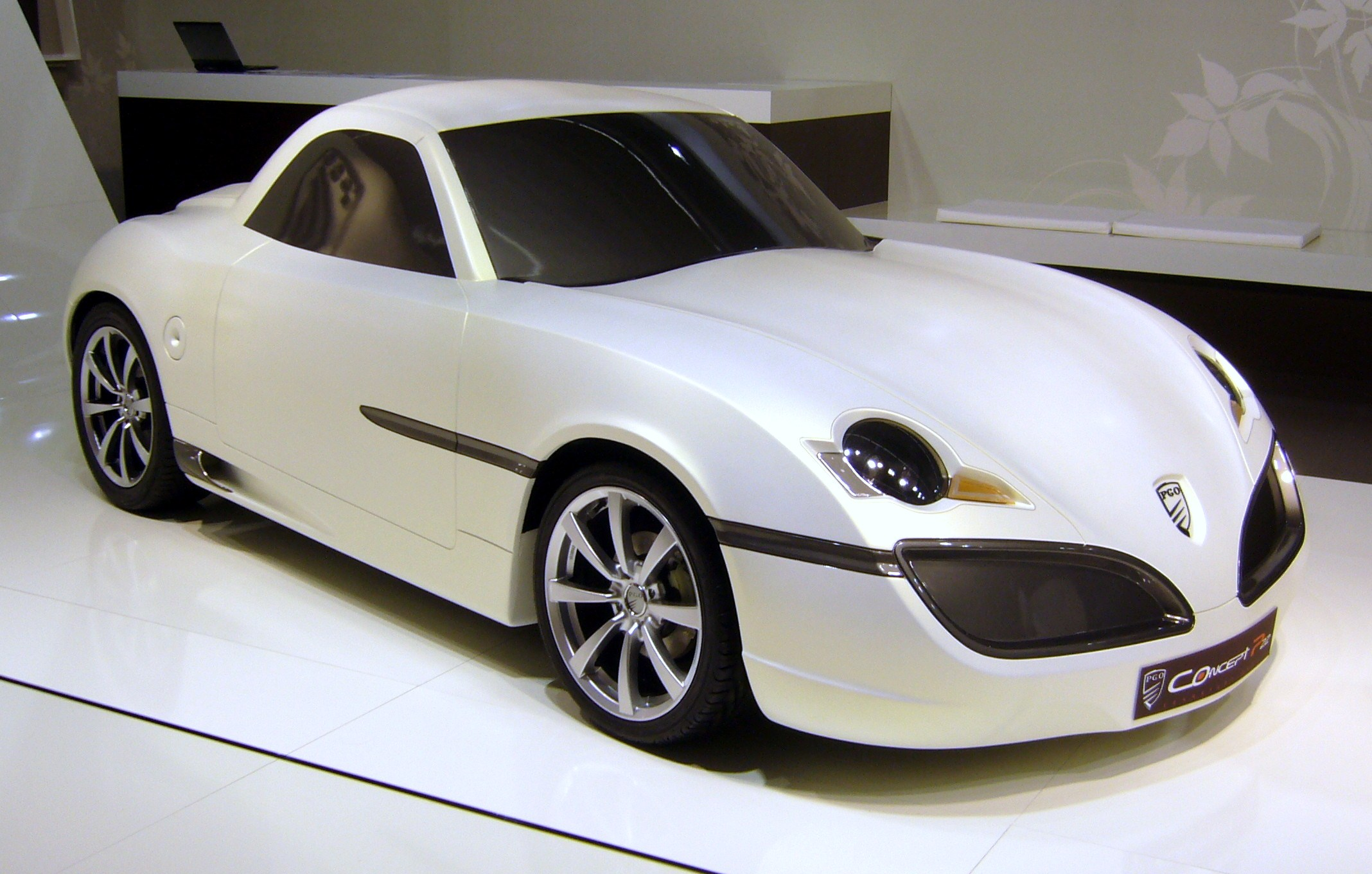
PGO P22 Designstudie 2007
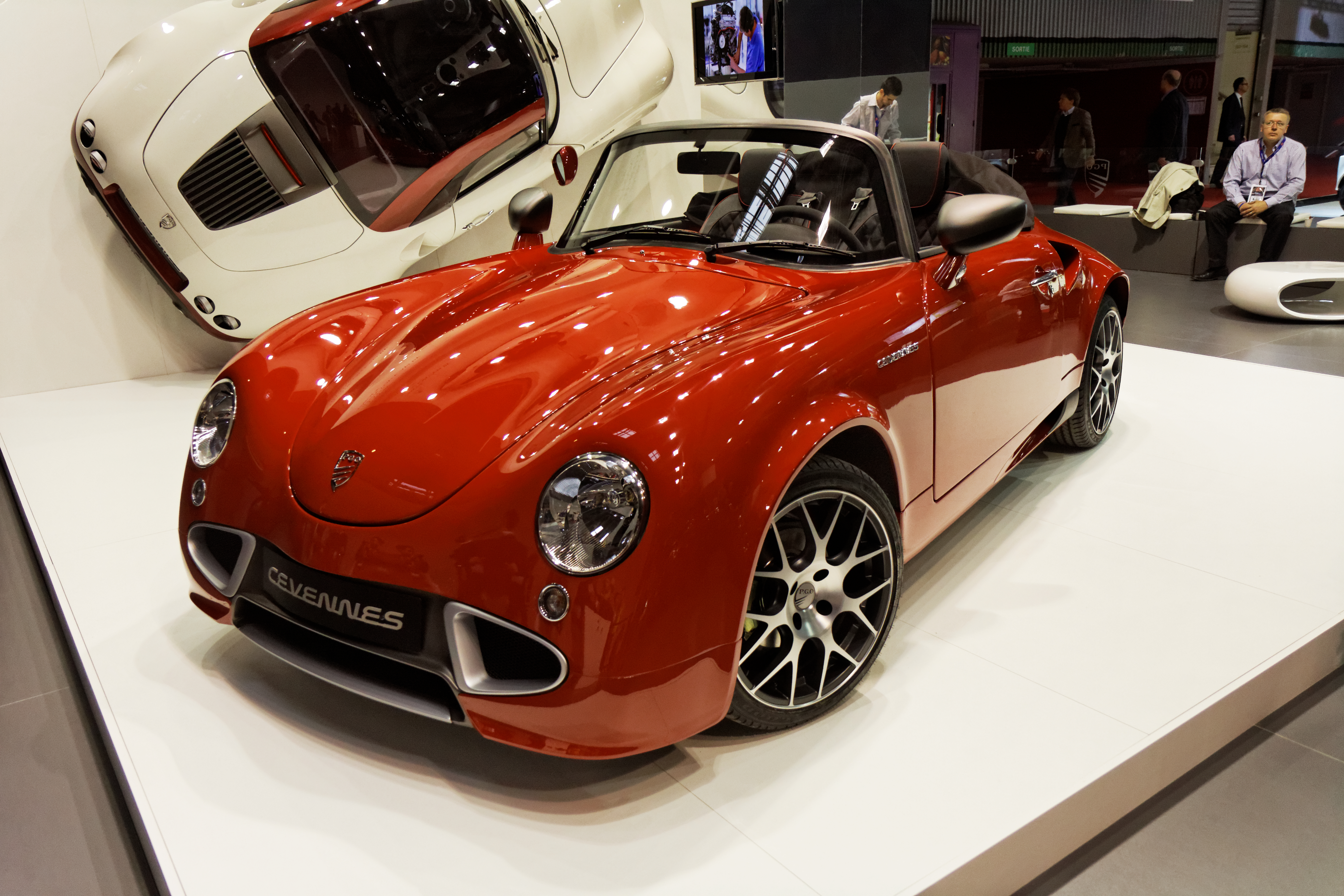
PGO Cévennes seit 2008
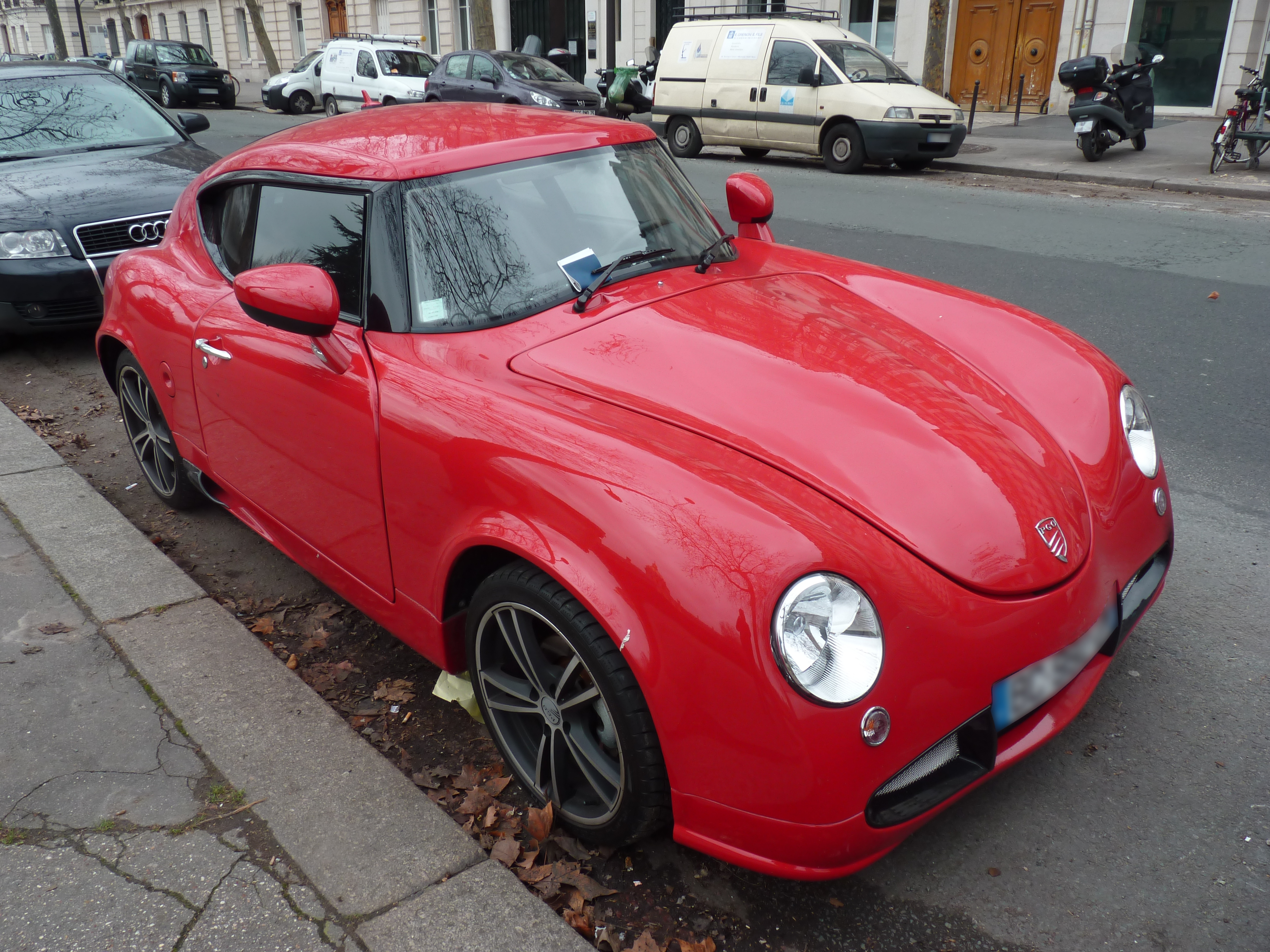
PGO Hemera seit 2008